# 마르타 벨몬테
마르타 벨몬테(Marta Belmonte, 1982년 ~ )는 스페인의 배우이다.